# Vada řízení
O vadě řízení (procesní vadě) se v právu hovoří tehdy, když určité řízení neproběhlo v souladu se zákonem.
Někdy lze vadu napravit (zhojit) ještě před skončením řízení, jindy je vadou řízení zatíženo i vydané rozhodnutí.
Vada řízení je důvodem ke zrušení rozhodnutí odvolacím orgánem pouze tehdy, pokud mohla způsobit nesprávné rozhodnutí ve věci. Rozhodnout, kdy je tomu tak, bývá však v praxi značně obtížné, neboť je třeba zabývat se hypotetickou situací, jak by řízení probíhalo a jakým rozhodnutím by bylo skončeno, kdyby nebylo stiženo vadou. V trestním řízení převládá tendence rušit rozhodnutí i pro relativně málo závažné vady řízení, v řízení civilním a správním se menší vady řízení spíše pokládají za nepodstatné a rozhodnutí se kvůli nim neruší.
Za těžkou vadu, kterou nelze zhojit a která vždy vede ke zrušení rozhodnutí, se pokládá mimo jiné:
- vyloučení orgánu, který rozhodoval, z důvodu pochybností o jeho nepodjatosti
- porušení zásady rovnosti stran
- upření procesních práv některé straně

Otázkou, které vady řízení jsou důvodem pro zrušení rozhodnutí, se ve své judikatuře často zabývá český Ústavní soud.